# Monte Cheyenne
Il monte Cheyenne (2.915 m s.l.m.) è una montagna statunitense posta a sud-ovest di Colorado Springs, nello Stato del Colorado.
È la sede del Cheyenne Mountain Air Force Station e del Cheyenne Mountain Directorate, in precedenza conosciuto come Cheyenne Mountain Operations Center (CMOC).
Ha ospitato la sede del NORAD fino al 2006.

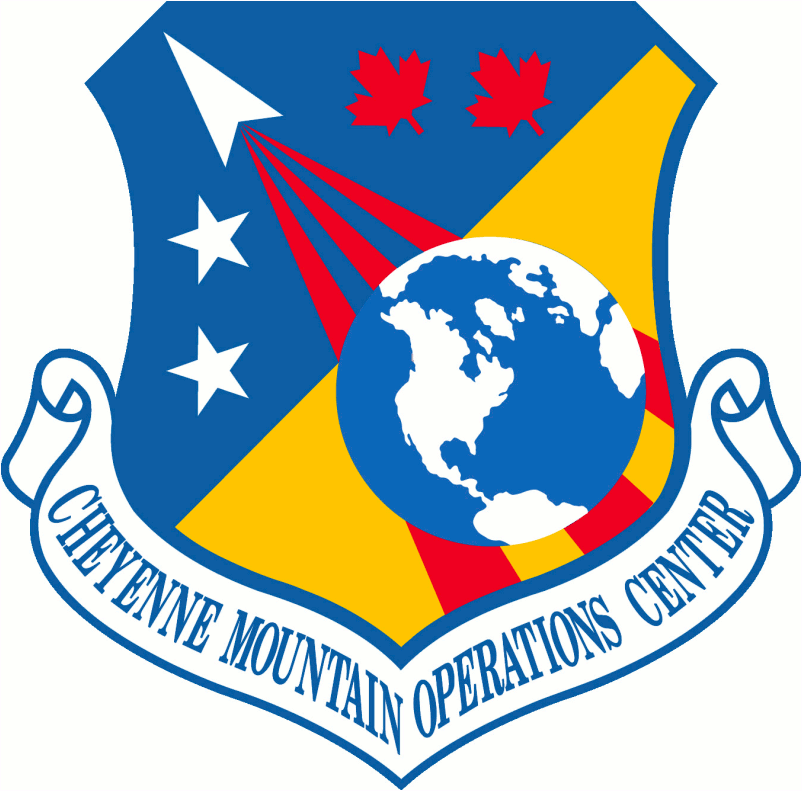
Logo del Cheyenne Mountain Directorate